# Qaradağ (ort)
Qaradağ (ryska: Карадаг) är en ort i Azerbajdzjan.   Den ligger i distriktet Ağsu Rayonu, i den centrala delen av landet, 130 km väster om huvudstaden Baku. Qaradağ ligger 27 meter över havet och antalet invånare är 443.
Terrängen runt Qaradağ är platt, och sluttar söderut. Närmaste större samhälle är Aghsu, 18,8 km norr om Qaradağ.
Trakten runt Qaradağ består till största delen av jordbruksmark. Runt Qaradağ är det ganska tätbefolkat, med 60 invånare per kvadratkilometer.